# Pomponiusz
Pomponiusz – imię męskie pochodzenia łacińskiego, oznaczające "pompatyczny, wspaniały". Istnieje przynajmniej dwóch świętych patronów tego imienia.
Pomponiusz imieniny obchodzi 30 kwietnia.
Znane osoby noszące to imię:
- Pomponiusz Attyk
- Pomponiusz Flakkus
- Pomponiusz Letus
- Pomponiusz Mela
- Pomponiusz Sekstus